# Enna Calcio
L'Enna Calcio Soc. Coop. S.D., nota più semplicemente come Enna, è una società calcistica italiana con sede nella città di Enna. Milita in Serie D, la quarta serie del campionato italiano.
Nel calcio professionistico vanta due partecipazioni alla Serie C ed una alla Serie C2. Nel 1990 si è aggiudicata il Trofeo Jacinto, competizione poi evoluta nello Scudetto Dilettanti.

## Storia
La società è nata nel 1942 con il nome di Comitato Sportivo Pro Enna. Nello stesso anno, dato che è stato riconosciuto un ottimo bacino d'utenza da parte della FIGC, riesce ad iscriversi alla Serie C 1942-1943, venendo collocato nel girone N e ottenendo un 4º piazzamento finale, dietro alle ben più blasonate e quotate Catania e Siracusa, seppur il campionato non fu poi portato a termine a causa dello Sbarco in Sicilia durante la Seconda Guerra Mondiale. Dopo la fine di tale conflitto, nel 1945, non si ricostituisce nella categoria d’appartenenza. In seguito a diversi anni di attività a carattere episodico e a quattro stagioni consecutive nel campionato di Promozione Siciliana, ottenne, nella stagione 1951-1952, la sua prima promozione in IV Serie (odierna Serie D), ove rimase per ben diciotto anni consecutivi, disputando vari derby regionali, concludendo dei campionati di alta classifica (sfiorando anche il salto di categoria in Serie C) e incontrando squadre come Bari e Reggina, per poi guadagnarsi la sua storica promozione nella terza serie italiana di calcio nella stagione 1969-1970.
La sua permanenza nell'annata 1970-1971 nel terzo livello durò appena un solo anno, per via della differenza di reti sfavorevole nei confronti di Avellino e Pro Vasto. Di lì in poi inizierà una serie di alti e bassi nel campionato di Promozione Siciliana fino alla stagione 1980-1981, che segnerà il ritorno nel Campionato Interregionale.
Successivamente, nella stagione 1989-1990, l'Enna, arrivato primo nel girone N del Campionato Interregionale, ha conquistato anche il Trofeo Jacinto, torneo precursore dell'attuale Scudetto Serie D (istituito a partire dal 1992), giocato tra le vincitrici dei gironi dell'Interregionale, battendo, in finale a Maratea, il Viareggio. I gialloverdi, quindi, allenati dal tecnico Giuseppe Cannarozzo, sono diventati campioni d'Italia dell'Interregionale, con una storica promozione in Serie C2, ritornando tra i professionisti dopo 19 anni. Inoltre, in questa categoria, partecipano, per la prima volta, a un torneo di Coppa professionistico, la "Coppa Italia Serie C 1990-1991", dove lì incontrano anche altre compagini siciliane: il Catania, il Siracusa, l'Acireale e la Leonzio; gli ennesi, però, usciranno dalla competizione dalla fase a gironi, dopo aver raccolto un "misero" punto (frutto di un pareggio con la Vigor Lamezia) ed essersi piazzati ultimi nel girone P. 
Nella fine dell'anno Serie C2 1990-1991, culminato con la retrocessione, una crisi economica ha poi costretto la squadra al successivo fallimento, ricominciando dunque dal campionato di Prima Categoria Siciliana e assumendo poi una nuova denominazione: Ginnastica e Sport Enna Calcio.
Durante la stagione 2004-2005, ha ottenuto ai play-off del Campionato di Promozione la vittoria del Trofeo Tomaselli sul campo neutro dello Stadio Marco Tomaselli di Caltanissetta, ottenendo la conseguente promozione in Eccellenza.
Da neopromossa, nella stagione 2005-2006, che prevedeva una sofferta salvezza giunta invece con diverse giornate d'anticipo, ha poi visto i gialloverdi arrivare ai play-off, dove sono stati eliminati con uno 0-0 dai forti avversari dell'Akragas (che hanno ottenuto la promozione grazie al miglior piazzamento in campionato) sul neutro di Gela.
Nella stagione 2010-2011 di Eccellenza, la squadra ennese è penultima nel Campionato e rischia seriamente la retrocessione, frutto di una gestione folle dei tanti cambi societari, in particolare in questa stagione avvengono tanti cambi in panchina. Alla fine, però, grazie all'allenatore messinese Guido De Maria, nelle ultime 5 giornate riesce a raggiungere il terz'ultimo posto guadagnando così il diritto ai play-out vinti col Santa Croce per 4-3 ai rigori.
Nella stagione 2011-2012 dell'Eccellenza, dopo aver avuto la penalizzazione di 6 punti, si trova ultima nel girone B dell'Eccellenza. La squadra si trova senza allenatore ed a causa dei problemi finanziari si trova costretta a disputare il campionato con solo giovani classe 93, 94 e 95 ove dopo 7 anni consecutivi nel massimo campionato regionale retrocede in Promozione con 5 giornate d'anticipo.
Nella stagione 2012-2013 del campionato di Promozione Siciliana, la società del presidente Cannarozzo soffre gli evidenti problemi economici, che si ripercuotono sulla programmazione tecnica, ove il 4 febbraio 2013 un gruppo di tifosi dell'Enna Calcio ha scritto una lettera ufficiale al Procuratore Nazionale della FIGC Palazzi, al Presidente Abete ed alla Guardia di Finanza per denunciare lo scempio, che a loro dire, caratterizzava l'ambiente ennese nella stagione 2012-2013 ed il 10 febbraio 2013 dopo la quarta rinuncia l'Enna Calcio fallisce.
Il calcio ennese riparte nella stagione 2012-2013 con la squadra Trinacria Enna allenata da Gianfilippo Di Matteo che partecipa al campionato locale di Terza Categoria, successivamente verrà promossa in Seconda Categoria, dopo la vittoria nella finale play-off contro i rivali del Real Catenanuova.
Nella stagione 2013-2014 la squadra ennese non parte con il piede giusto, infatti esonererà poco dopo l'allenatore Gianfilippo Di Matteo. La svolta si ha con il nuovo tecnico Massimo Greco e con l'arrivo a metà campionato di nuovi calciatori prelevati dal campionato d'eccellenza come Filippo Alessandro e Gaetano Trapani, che dopo un combattuto campionato portano una squadra inizialmente sfavorita alla promozione in 1ª categoria, nonché in semifinale di "Coppa Trinacria" contro la Nuova Sancis.
Da tempo si parlava di una fusione fra le due società ennesi A.S.D. Città di Enna, militante in Terza Categoria, e A.S.D. Polisportiva Trinacria, promossa in Prima Categoria. L'ufficialità avviene il 7 giugno 2014 in cui la fusione porta ad una nuova denominazione della società che si chiamerà proprio U.S.D Enna, che li verrà impegnata nel prossimo campionato di Prima Categoria.
Con l'accesso al campionato di Promozione mediante il ripescaggio avvenuto l'8 agosto 2017, il club cambia denominazione in Enna Calcio Società Cooperativa Sportiva Dilettantistica.
Al termine della stagione 2018/19 la società ennese viene ripescata nel campionato di Eccellenza a completamento organici, categoria nella quale permane - con risultati in crescendo di stagione in stagione - sino al 2023/24. Il 14 aprile 2024, a seguito della vittoria esterna sul neutro di Brolo contro la RoccAcquedolcese, conquista il matematico ritorno in Serie D con due giornate d'anticipo e a 34 anni dall'ultima presenza.

## Colori e simboli

### Colori
La tradizionale casacca dell'Enna è composta da una maglia a strisce verticali giallo-verdi con calzoncini e calzettoni neri.

### Simboli ufficiali

#### Stemma
Lo stemma presente sulla casacca ennese è l'aquila, simbolo rappresentativo del comune di Enna. Esso si presenta con una rocca con tre torri (la prima rappresenta Castrogiovanni città del Sole, ossia di luce e di Sapienza; la seconda Castrogiovanni, città di Pace, e di Abbondanza; la terza Castrogiovanni intesa come Madre e legislatrice della Trinacria), dalla cui sommità escono delle spighe, con uno scudo che si trova al centro del petto di un’aquila bicefala (ossia con due teste) incoronata.

## Strutture

### Stadio
Lo stadio Generale Gaeta è un impianto sportivo di Enna, ed è attualmente utilizzato per le partite interne della squadra gialloverde, inoltre, esso è dotato di attrezzature per l'allenamento, di una pista esterna, tribuna coperta con capienza di 800 posti e una curva scoperta con 600 posti.
La struttura è dedicata a Giuseppe Gaeta (1896-1951), generale dell'Aeronautica nato a Enna.

## Società

### Sponsor
Di seguito l'elenco dei fornitori tecnici e degli sponsor ufficiali dell'Enna.
| Cronologia degli sponsor tecnici - 1942-2007 ? - 2007-2010 Erreà - 2010-2015 Joma - 2015-2017 Erreà - 2017-2020 Legea - 2020-oggi Joma | Cronologia degli sponsor ufficiali - 1942-2008 ? - 2008-2009 Banca Nuova/Provincia di Enna - 2010-2014 ? - 2014-2016 Amato Elettricità - 2016-2022 Tecnosys Italia - 2022-2023 Banca Progetto - 2023-2024 Banca Progetto/CIPAE - 2024- Banca Progetto/CIPAE/Gruppo Arena/GISAM/F.lli Vigneri |

## Allenatori e presidenti
Di seguito la cronologia parziale degli allenatori e dei presidenti.
- 1942-1943  Osvaldo Trebbi
- 1943-1945 inattività per cause belliche.
- 1945-1952  ...
- 1952-1953  Nicolò Nicolosi
 Francesco Lamberti
- 1953-1955  Francesco Lamberti
- 1955-1957  ...
- 1957-1958  Francesco Lamberti
- 1958-1960  ...
- 1960-1961  Michelini
- 1961-1962  Francesco Lamberti
- 1962-1969  ...
- 1969-1970  Carlo Confalonieri
- 1970-1971  Carlo Confalonieri
 Rinaldo Settembrino
- 1971-1972  Jone Spartano
- 1972-1979  ...
- 1979-1980  Matteo Carnevale
- 1980-1981  ...
- 1981-1982  Giuseppe Cannarozzo
- 1982-1983  Michelotti
- 1983-1984  Alfonso Ammirata
- 1984-1985  ...
- 1985-1989  Pietro Lo Monaco
- 1989-1990  Giuseppe Cannarozzo
 Lino De Petrillo
- 1990-1991  Lino De Petrillo
 Rosario Rivellino
- 1991-2001  ...
- 2001-2002  Giuseppe Zarbano
- 2002           Giuseppe Cannarozzo
- 2003-2004  Alfonso Gerbino
- 2004           Angelo Bruno
- 2004-2005  Giovanni Falsone
- 2005-2008  Pino La Bianca[7]
- 2008-2009  Santino Nuccio
- 2009-2010  Renzo Amore (lug.-ago.)
 Guido De Maria (1ª-30ª)
- 2010-2011  Angelo Greco (1ª-17ª)[8][9]
 Luca Cannistraro (18ª-?ª)
 Guido De Maria (?ª-30ª)[10]
- 2011-2012  Sergio Colajanni (ago 2011)
 Raffele Ammendola/Enzo Sciabbarrasi (ago 2011 - dic 2011)
- 2012-2013  Gianfilippo Di Matteo[11]
- 2013-2014  Gianfilippo Di Matteo (1ª-5ª)[12]
 Massimo Greco (6ª-22ª)
- 2014-2017  Gianfilippo Di Matteo[13]
- 2017-2018  Gianfilippo Di Matteo (1ª-20ª)
 Maximilian Ricerca (20ª-30ª)
- 2018-2019  Nicola Cosimano
- 2019-2020  Nicola Cosimano (1ª-4ª)
 Salvatore Brucculeri (5ª-22ª)
 Roberto Torregrossa (23ª-24ª)
- 2020-2021  Sebastiano Catania
- 2021-2022  Sebastiano Catania (1ª-15ª)
 Giuseppe Strano (16ª-30ª)
- 2022-2023  Giuseppe Strano
- 2023-2024  Giovanni Campanella
- 2024-2025  Giuseppe Pagana (1ª-26ª)
 Francesco Passiatore (27ª-34ª)

- 1942-1943  Salvatore Ingrà
- 1943-1945 inattività per cause belliche.
- 1945-1952  ...
- 1952-1958  Grimaldi
- 1958-1959  Simeone Eduardo
- 1959-1962  Filippo Lo Giudice
- 1962-1964  Gaetano Napoli
- 1964-1965  Tino Pregadio
 Enzo Bajardi
- 1965-1971  Alfredo Randazzo
- 1971-1989  ...
- 1989-1991  Giuseppe Bonasia
- 1991-1998  ...
- 1998-2001  Gianfranco Vullo
- 2001-2007  Mario Tremoglie
- 2007-2010  Luigi Bonasera
- 2010-2013  Giuseppe Cannarozzo
- 2014-2015  Paolo Fazzi[14]
- 2015-2024  Enzo Grippaudo[15]
- 2024-oggi  Luigi Stompo

## Palmarès

### Competizioni nazionali
- Trofeo Jacinto: 1

1989-1990

### Competizioni interregionali
- Campionato italiano di Serie D: 1

1969-1970 (girone I)
- Campionato Interregionale: 2

1957-1958 (girone H), 1989-1990 (girone N)

### Competizioni regionali
- Eccellenza: 1

2023-2024 (girone B)
- Promozione: 2

1993-1994 (girone B), 2000-2001 (girone D)
- Seconda Categoria: 1

2013-2014 (girone C)

### Altri piazzamenti
- IV Serie:

Secondo posto: 1953-1954 (girone H)
Terzo posto: 1954-1955 (girone H)
- Promozione

Secondo posto: 1951-1952 (girone O), 1976-1977 (girone A), 2004-2005 (girone C)
Terzo posto: 2018-2019 (girone D)
- Prima Categoria:

Terzo posto: 1991-1992
- Prima Divisione:

Secondo posto: 1947-1948 (girone B)

## Statistiche e record

### Partecipazione ai campionati nazionali
| Livello | Categoria                           | Partecipazioni | Debutto   | Ultima stagione | Totale |
| ------- | ----------------------------------- | -------------- | --------- | --------------- | ------ |
| 3º      | Serie C                             | 2              | 1942-1943 | 1970-1971       | 2      |
| 4º      | Promozione                          | 4              | 1948-1949 | 1951-1952       | 29     |
| 4º      | IV Serie                            | 7              | 1952-1953 | 1958-1959       | 29     |
| 4º      | Serie D                             | 17             | 1959-1960 | 2025-2026       | 29     |
| 4º      | Serie C2                            | 1              | 1990-1991 | 1990-1991       | 29     |
| 5º      | Campionato Interregionale - 2ª Cat. | 1              | 1957-1958 | 1957-1958       | 10     |
| 5º      | Campionato Interregionale           | 9              | 1981-1982 | 1989-1990       | 10     |

### Partecipazione ai campionati regionali
| Livello | Categoria       | Partecipazioni | Debutto   | Ultima stagione | Totale |
| ------- | --------------- | -------------- | --------- | --------------- | ------ |
| I       | Prima Divisione | 3              | 1945-1946 | 1947-1948       | 25     |
| I       | Promozione      | 6              | 1975-1976 | 1980-1981       | 25     |
| I       | Eccellenza      | 16             | 1994-1995 | 2023-2024       | 25     |
| II      | Promozione      | 12             | 1992-1993 | 2018-2019       | 12     |
| III     | Prima Categoria | 4              | 1991-1992 | 2016-2017       | 4      |

### Partecipazione alle coppe
| Competizione            | Partecipazioni | Debutto   | Ultima stagione | Totale |
| ----------------------- | -------------- | --------- | --------------- | ------ |
| Coppa Italia Serie C    | 1              | 1990-1991 | 1990-1991       | 1      |
| Trofeo Jacinto          | 1              | 1989-1990 | 1989-1990       | 1      |
| Coppa Italia Dilettanti | 6              | 1975-1976 | 1980-1981       | 6      |

### Statistiche individuali
| Presenze con le Nazionali durante la militanza nell'Enna - Louis Démoléon 5 (2024-2025) | Record di reti tra i professionisti - 9 Giovanni Pisano (1990-1991) - 4 Cosimo De Feo (1990-1991) |

## Tifoseria

### Storia
Il movimento ultras a Enna nacque nel 1980 con il Commando Urrà Enna, fondato da Benedetto Greca, scomparso prematuramente nel 1986 in seguito ad un incidente stradale.
Nella stagione 1989-1990, culminata con la promozione in Serie C2 e la vittoria del Trofeo Jacinto, nacque la Sturm Jugent, il cui nome in tedesco significa Gioventù d'assalto, e il Club Fedelissimi Gialloverde. Al termine del successivo campionato la tifoseria ennese viene notevolmente ridimensionata a causa del fallimento della società.
Tra gli altri gruppi annoverabili vi erano anche: Eagles, Incubo e Teste calde.
Con il ritorno dell'Enna nel campionato di Eccellenza, a metà anni novanta nascono la Gioventù e gli Ultrà Kaos. Nel 1999 i gruppi presenti, complice l'esigenza di identificarsi dietro un unico striscione, si uniscono nel Commando Ultrà Enna 1999.
Nel 2015, si ricostituisce il tifo organizzato nella città ennese, identificandosi sotto l'unico gruppo dell'Aggregazione Ultras Enna.

### Gemellaggi, amicizie e rivalità
Tifoserie gemellate
- Sancataldese

I supporters ennesi, dopo anni di stima e rispetto reciproco, dal 2003 hanno uno storico gemellaggio con quelli della Sancataldese.
Tifoserie amiche e/o con reciproco rispetto
- Canicattì
- Pro Favara
- Akragas
- Atletico Catania
- Marsala
- Siracusa
- Caltagirone
- Serradifalco

Vi sono anche dei rapporti di stima ed amicizia con i tifosi del Canicattì, del Pro Favara, dell'Atletico Catania, del Marsala e del Siracusa. La tifoseria ennese ha anche buoni rapporti con i tifosi del Caltagirone, della Salernitana, dell'Akragas e del Serradifalco.
Tifoserie rivali e/o inimicizie
- Nissa
- Licata
- Modica
- Milazzo
- Valguarnera
- Piazza Armerina
- Folgore Selinunte
- Paternò
- Palazzolo Acreide

Le rivalità accese e più sentite, invece, sono con le tifoserie della Nissa e del Licata. Altre inimicizie sono con i tifosi del Valguarnera, della Folgore Selinunte, del Modica, dell'Armerina, del Milazzo e del Palazzolo e negli ultimi anni anche con il Paternò Calcio (a causa della lotta primo posto eccellenza).